# Brent Brekke
Brent Brekke (né le 16 août 1971 à Minot, Dakota du Nord, aux États-Unis) est un joueur professionnel américain de hockey sur glace.

## Carrière de joueur
Après une carrière universitaire, il se joignit à l'organisation des Nordiques de Québec qui l'avait repêché en 1991. Il y joua deux saisons, majoritairement dans la Ligue américaine de hockey avec les Aces de Cornwall mais aussi avec les Bombers de Dayton de la East Coast Hockey League.
Il occupa ensuite durant quelques saisons, le poste d'assistant-entraîneur avec le Big Red de l'Université Cornell de la NCAA.

## Statistiques de carrière
| Saison    | Équipe                      | Ligue |    | Saison régulière | Saison régulière | Saison régulière | Saison régulière | Saison régulière |   | Séries éliminatoires | Séries éliminatoires | Séries éliminatoires | Séries éliminatoires | Séries éliminatoires |
| Saison    | Équipe                      | Ligue | PJ | B                | A                | Pts              | Pun              | PJ               | B | A                    | Pts                  | Pun                  |                      |                      |
| 1989-1990 | Mustangs de Rochester       | USHL  | 47 | 7                | 11               | 18               | 34               | -                | - | -                    | -                    | -                    |                      |                      |
| 1990-1991 | Broncos de Western Michigan | NCAA  | 38 | 1                | 8                | 9                | 57               | -                | - | -                    | -                    | -                    |                      |                      |
| 1991-1992 | Broncos de Western Michigan | NCAA  | 36 | 1                | 10               | 11               | 68               | -                | - | -                    | -                    | -                    |                      |                      |
| 1992-1993 | Broncos de Western Michigan | NCAA  | 38 | 3                | 2                | 5                | 42               | -                | - | -                    | -                    | -                    |                      |                      |
| 1993-1994 | Broncos de Western Michigan | NCAA  | 39 | 4                | 25               | 29               | 76               | -                | - | -                    | -                    | -                    |                      |                      |
| 1994-1995 | Bombers de Dayton           | ECHL  | 24 | 1                | 7                | 8                | 31               | -                | - | -                    | -                    | -                    |                      |                      |
| 1994-1995 | Aces de Cornwall            | LAH   | 29 | 1                | 0                | 1                | 24               | 1                | 0 | 0                    | 0                    | 4                    |                      |                      |
| 1995-1996 | Bombers de Dayton           | ECHL  | 54 | 5                | 11               | 16               | 134              | 3                | 0 | 2                    | 2                    | 6                    |                      |                      |
| 1995-1996 | Aces de Cornwall            | LAH   | 1  | 0                | 0                | 0                | 0                | -                | - | -                    | -                    | -                    |                      |                      |